# Janderup Station
Janderup Station er en dansk jernbanestation i stationsbyen Janderup i Vestjylland. Stationen ligger på Vestbanen mellem Varde og Nørre Nebel, der drives af Arriva.
Stationen har en stationsbygning, to perroner og to perronspor.